# Британська зона окупації Німеччини
Британська зона Німеччини — одна з чотирьох зон, створених союзниками в липні 1945 року відповідно до рішень Ялтинської конференції.
У цій зоні британська військова адміністрація в 1945 і 1946 роках утворила землі Нижня Саксонія, Північний Рейн-Вестфалія, Шлезвіг-Гольштейн і Гамбург. З вступом, до цього незалежної, республіки Ліппе в січні 1947 року в землю Північний Рейн-Вестфалія процес утворення земель у цій зоні завершився. Землі спочатку стали складовою частиною Бізонії, а потім Тризонії і врешті-решт 23 травня 1949 землями Федеративної Республіки Німеччини.
Штаб-квартира британської військової адміністрації перебувала в місті Бад-Ейнхаузен.